# Van Riemsdijk

Van Riemsdijk is een Nederlands geslacht waarvan leden sinds 1841 tot de Nederlandse adel behoren.

## Geschiedenis
De stamreeks begint met Aert Ariens van Riemsdijk, geboren rond 1576, die secretaris was van Varik en in 1649 overleed. Een nazaat, mr. Adrianus van Riemsdijk, heer van Gemert (1777-1855), lid van de raad van Maastricht, werd in 1841 verheven in de Nederlandse adel en een jaar later benoemd in de ridderschap van het hertogdom Limburg.

## Enkele telgen
- jhr. mr. Johan Cornelis Marius van Riemsdijk (1842-1895), jurist en musicus
- jhr. Barthold van Riemsdijk (1850-1942), directeur Rijksmuseum
- jhr. Adriaan Willem Gerrit van Riemsdijk (1878-1930), schrijver en journalist
- jhr. Frederik Lodewijk van Riemsdijk (1890-1955), luchtvaartpionier
- jhr. Hendrik Abraham Cornelis van Riemsdijk (1911-2005), bestuurder van Philips